# Pisoniano
Pisoniano és un comune (municipi) de la Ciutat metropolitana de Roma, a la regió italiana de Laci, situat uns 40 km a l'est de Roma. L'1 de gener de 2018 tenia 739 habitants.
Pisoniano limita amb els següents municipis: Bellegra, Capranica Prenestina, Cerreto Laziale, Ciciliano, Gerano i San Vito Romano.

## Ciutats agermanades
- Sannat, Malta